# Emilia Dziubak
Emilia Dziubak (ur. 20 września 1982) – polska ilustratorka, autorka książek dla dzieci, związana z Poznaniem.

## Życiorys
W 2010 roku ukończyła studia na  Akademii Sztuk Pięknych w Poznaniu.
W swoim dorobku posiada ponad 50 książek dla dzieci, jako autorka lub współautorka. Należy do ścisłej czołówki ilustratorów polskich młodego pokolenia.
Ilustruje bajki i powieści rodzimych pisarzy (Grzegorz Kasdepke, Joanna Maria Chmielewska, Liliana Bardijewska) i zachodnich (seria o Pożyczalskich Mary Norton, Cornelia Funke, Martin Widmark).
Książka „Gratka dla małego niejadka” znalazła się na liście 100 najpiękniejszych książek świata w 4. edycji konkursu CJ Picture Book Awards w Korei Południowej.
W poznańskiej Galerii Arsenał w czerwcu 2017 odbyła się wystawa jej prac.

## Książki autorskie
- Gratka dla małego niejadka, wyd. Albus 2011, ISBN 978-83-89284-96-9
- Rok w lesie, wyd. Nasza Księgarnia 2015, ISBN 978-83-10-12713-6
- Opowiem ci, mamo, co robią dinozaury, wyd. Nasza Księgarnia 2017, ISBN 978-83-10-13071-6
- Niezwykłe przyjaźnie. W świecie roślin i zwierząt, wyd. Nasza Księgarnia 2018, ISBN 978-83-10-13072-3
- Co budują zwierzęta?, wyd. Nasza Księgarnia 2020, ISBN 978-83-10-13395-3
- Rok w lesie. Robaczki. Książka z okienkami, wyd. Nasza Księgarnia 2023, ISBN 978-83-10-13850-7

## Książki zilustrowane
- Draka Ekonieboraka, tekst Eliza Saroma-Stępniewska,Iwona Wierzba, wyd. Albus 2012, ISBN 788389284853
- W pogoni za życiem, tekst Przemysław Wechterowicz, wyd. Ezop 2012, ISBN 978-83-89133-67-0
- Dziewczynka z parku, tekst Barbara Kosmowska, wyd. W.A.B. 2012, ISBN 978-83-7747-670-3
- Maja na tropie jaja, tekst Rafał Witek, wyd. Egmont Polska 2012, ISBN 978-83-237-5567-8
- Mysia orkiestra, tekst Dorota Gellner, wyd. Bajka 2013, ISBN 978-83-61824-64-0
- Walizka pana Hanumana, tekst Rafał Witek, wyd. Egmont Polska 2013, ISBN 978-83-237-6046-7
- Proszę mnie przytulić, tekst Przemysław Wechterowicz, wyd. Ezop 2013, ISBN 978-83-89133-82-3, Nagroda Literacka m.st. Warszawy / Pisanie dla dzieci 2014
- Oko w oko z mumią, tekst Anna Knapek, Katarzyna Rokosz, Edyta Rubka-Kostyra, Muzeum Narodowe w Warszawie 2014, ISBN 978-83-7100-946-4
- Le Petit Chaperon rouge,  autor nieznany (język francuski), wyd. Fleurus 2014, ISBN 978-2-215-12561-7
- Kot kameleon, tekst Joanna Wachowiak, wyd. Bis 2014, ISBN 978-83-7551-403-2
- Dzień czekolady, tekst Anna Onichimowska, Wydawnictwo Literatura 2015, ISBN 978-83-7672-404-1
- Straszny sen słonia, tekst Małgorzata Pietrzyk, wyd. Media Rodzina 2015, ISBN 978-83-8008-046-1
- Ręcznikowiec, tekst Joanna Maria Chmielewska, wyd. Bajka 2015, ISBN 978-83-61824-87-9
- Zielony wędrowiec, tekst Liliana Bardijewska, wyd. Ezop 2015, ISBN 978-83-65230-00-3
- Uśmiech dla Żabki, tekst Przemysław Wechterowicz, wyd. Ezop 2016, ISBN 978-83-65230-09-6
- Koala nie pozwala!, tekst Rafał Witek, wyd. Bajka 2016, ISBN 978-83-65479-62-4
- Tru, tekst Barbara Kosmowska, wyd. Media Rodzina 2016, ISBN 978-83-8008-195-6, Nagroda Pióro Fredry 2016, Nagroda Żółtej Ciżemki 2017
- Być jak tygrys, tekst Przemysław Wechterowicz, wyd. Ezop 2016, ISBN 978-83-65230-07-2
- Niezłe ziółko, tekst Barbara Kosmowska, Wydawnictwo Literatura 2016, ISBN 978-83-7672-458-4, Nagroda Żółtej Ciżemki 2017
- Tyczka w Krainie Szczęścia, tekst Martin Widmark, wyd. Mamania 2017, ISBN 978-83-65087-89-8
- Dom, który się przebudził, tekst Martin Widmark, wyd. Mamania 2017, ISBN 978-83-65796-29-5
- Horror, tekst Madlena Szeliga, wyd. Gereon 2018, ISBN 978-83-946497-7-7
- Długa wędrówka, tekst Martin Widmark, wyd. Mamania 2018, ISBN 978-83-65796-91-2
- Na zawsze przyjaciele, tekst Przemysław Wechterowicz, wyd. Ezop 2018, ISBN 978-83-64600-15-9
- Gdzie jesteś, Mamo?, tekst Przemysław Wechterowicz, wyd. Ezop 2019,ISBN 978-83-65230-44-7
- Robot Robert, tekst Zofia Stanecka,  HarperCollins Polska 2020, ISBN 978-83-276-6171-5
- Tru. Love story, tekst Barbara Kosmowska, wyd. Media Rodzina 2020, ISBN 978-83-8008-753-8
- Wanda szuka miłości, tekst Przemysław Wechterowicz, wyd. Ezop 2021, ISBN 978-83-65230-72-0
- Rok w lesie. Wiewiórka, tekst Katarzyna Piętka, wyd. Nasza Księgarnia 2021, ISBN 978-83-10-13639-8
- Rok w lesie. Borsuk, tekst Katarzyna Piętka, wyd. Nasza Księgarnia 2021, ISBN 978-83-10-13638-1
- Rok w lesie. Niedźwiedź, tekst Katarzyna Piętka, wyd. Nasza Księgarnia 2022, ISBN 978-83-10-13641-1
- Rok w lesie. Bóbr, tekst Katarzyna Piętka, wyd. Nasza Księgarnia 2022, ISBN 978-83-10-13640-4
- Tatusiu, czy dziesięć to dużo?, tekst Sabine Bohlmann, wyd. Nasza Księgarnia 2022, ISBN 978-83-10-13735-7
- Biblioteka Astrid, tekst Martin Widmark, wyd. Mamania 2022, ISBN 978-83-67216-86-9
- Mamusiu, jak wielki jest świat?, tekst Sabine Bohlmann, wyd. Nasza Księgarnia 2023, ISBN 978-83-10-13928-3
- A ja nie chcę być księżniczką, tekst Grzegorz Kasdepke, wyd. Nasza Księgarnia 2023, ISBN 978-83-10-13979-5
- Dinks, tekst Martin Widmark, wyd. Mamania 2023, ISBN 978-83-67817-27-1